# Superdetectiu a Hollywood 2
Superdetectiu a Hollywood 2 és una pel·lícula d'acció i comèdia del 1987, seqüela de la pel·lícula Beverly Hills Cop del 1984. Va ser dirigida per Tony Scott. Ha estat doblada al català.

## Argument
A Califòrnia es produeixen uns robatoris estranys que tenen en alerta tot el poble. Els robatoris es duen a terme a joieries i bancs i l'única pista n'és una carta que hi deixen els lladres. La carta conté un codi estrany fet per retalls de periòdics i una lletra alfabètica.
N'Andrew Bogomil, capità del departament de policia de Beverly Hills, després de descobrir una important pista, és ferit per un tret enmig de la ciutat.
Quan la notícia dels successos arriba a n'Axel Foley, immediatament se'n va a la ciutat per investigar-hi juntament amb els seus companys John Taggart i Billy Rosewood. Ràpidament els amics troben una pista important. Als robatoris, que ja són coneguts com els "crims-alfabètics", es trobaren unes bales molt estranyes i antigues. Les porta a un club de tir l'amo del qual, en Maxwell Dent, guanya diners suposadament amb una fàbrica. Tanmateix, segons el testimoni de la seva assistenta Karla Fry, es tracta de l'autor de les cartes anònimes.
En Foley, en Rosewood i en Taggart també sospiten d'en Maxwell i esbrinen que Dent inverteix els diners guanyats dels robatoris en armes que ven a l'estranger pel triple del seu valor.
L'enfrontament final es produeix als terrenys del negoci d'en Dent. En Foley acaba amb en Dent i el cas queda conclòs.

## Repartiment
- Eddie Murphy: Axel Foley
- Judge Reinhold: Billy Rosewood
- Jürgen Prochnow: Maxwell Dent
- Ronny Cox: Andrew Bogomil
- John Ashton: John Taggart
- Brigitte Nielsen: Karla Fry
- Allen Garfield: Harold Lutz
- Dean Stockwell: Chip Cain
- Gil Hill: Inspector Todd
- Gilbert Gottfried: Sidney Bernstein
- Paul Reiser: Jeffrey Friedman
- Paul Guilfoyle: Nikos Thomopolis
- Robert Ridgley: Major Egan
- Brian O'Connor: Biddle
- Alice Adair: Jan Bogomil